# Antipater 2. af Makedonien
Antipater 2. (? – 294 f.Kr.) var konge af Makedonien 297 f.Kr. til 294 f.Kr..
Antipater var søn af Kassander og Thessalonika, en halvsøster til Alexander den Store. Han efterfulgte broderen Filip 4. sammen med broderen Alexander 5..
Antipater myrdede sin moder og tilsidesætte sin broder som hersker. Alexander 5. hentede dog hjælp fra Pyrrhos af Epiros og Demetrios 1. Poliorketes, der fordrev Antipater fra Makedonien. Han flygtede til Lysimachos i Thrakien, der dog fik ham myrdet.